# Ротшилдова жирафа
Ротшилдова жирафа (лат. Giraffa camelopardalis rothschildi) је једна од 9 подврста жирафе. Кенија и Уганда су данас једине државе у којима живи ова жирафа и то у заштићеним областима. Може достићи висину од 6 метара. Такође, једина има 5 рогова. Осим два права рога и једног на челу, као код осталих жирафа, додатно има и два рога иза ушију. Доњи део ноге (потколеница) јој је беле боје, без мрља, по чему је такође јединствена. 
Београдски зоолошки врт поседује жирафе ове подврсте.